# Serres-et-Montguyard
Serres-et-Montguyard är en kommun i departementet Dordogne i regionen Nouvelle-Aquitaine i sydvästra Frankrike. Kommunen ligger i kantonen Eymet som tillhör arrondissementet Bergerac. År 2022 hade Serres-et-Montguyard 237 invånare.

## Befolkningsutveckling
Antalet invånare i kommunen Serres-et-Montguyard
Referens:INSEE